# Луків (селище)
Лу́ків (до 1557 — Луків пол. Łuków, в 1577—1946 — Мацеїв, пол. Maciejów) — селище (містечко) в Ковельському районі Волинської області (Україна). Селище є центром Луківської селищної громади.
Розташоване за 29 км на північний захід від колишнього районного центру селища Турійськ (автошлях Т 0309).
Містечко внесене до Списку історичних населених місць України, затвердженого постановою Кабінету Міністрів України від 26 липня 2001 р. № 878.
Населення — 3210 осіб (станом на 1 липня 2010 року).

## Походження назви
За час своєї історії Луків тричі змінював свою назву. Перший раз — коли у 1557 році село Луків (пол. Łuków)  було перейменувано на Мацейовиці (пол. Maciejowice), і отримало статус містечка з Магдебурзьким правом, вдруге — у 1577 році, коли містечко Мацейовиці отримало назву Мацеїв (пол. Maciejów, у 1795-1915 рос. Мацеев), втретє — коли 07.06.1946 року радянська влада перейменувала Мацеїв на Луків.
Стара назва селища «Мацеїв»  (до 1939 пол. Maciejów), очевидно, походить від прізвища першого власника містечка — надвірного коронного маршалка Станіслава Мацейовського (з роду Мацейовських), який отримав від короля Сигізмунда II Августа дозвіл на перейменування свого спадкового[джерело не вказане 1254 дні] володіння.
Щодо походження назви «Луків» існує декілька версій. За однією з них, назва «Луків» походить від давньоруського слова «лука» — закрут, коліно річки, що є можливим, тому що неподалік від Лукова протікає річка Вижівка (притока Прип'яті). За іншою версією, назва селища походить від іншого значення слова «лука» — луг, ділянка, вкрита трав'янистими рослинами. Так, як селище Луків розташоване в болотистій місцевості, то, можливо, мається на увазі «болотна лука» — лука в напівзаболоченій місцевості, яка більшу частину року перебуває в умовах надмірного зволоження.

## Символіка
Символікою селища Луків є герб та прапор. Вони затверджені рішенням[яким?][джерело не вказане 1254 дні] Луківської селищної ради у 1997 році.
Історичним гербом[джерело не вказане 1254 дні] селища Луків є герб Вишневецьких Корибут[який?], які володіли селищем протягом близько 30 років у 1568–1594 роках. На гербі у червоному полі зображений жовтий (золотий) хрест з перехрещеними боковими та верхнім кінцями, нижній кінець спирається на жовтий (золотий) півмісяць рогами донизу, під півмісяцем — жовта (золота) шестипроменева зірка.
Прапор селища створений на основі герба Лукова і прапора Волинської області. Він має вигляд прямокутного полотнища із співвідношенням сторін 2 до 3. У центрі на червоному тлі рівнораменний хрест жовтого (золотого) кольору, що торкається кінцями країв прапора (т. зв. фіксований). У правому верхньому куті розміщено герб Лукова.

## Географія

### Розташування і рельєф
Луків розташований на півночі Турійського району, який розміщений у центральній частині Волинської області на північному заході України. Площа селища становить близько 6,93 км². Воно знаходиться на відстані близько 40 км від кордону з Польщею і приблизно за 46 км від кордону з Білоруссю. Рельєф Лукова сформувався на Поліській низовині. У селищі представлені дерново-підзолисті ґрунти, які є малородючими.
Селище Луків має досить вигідне розташування. До міжнародної автомагістралі E85 (збігається із М19) Клайпеда-Каунас-Слонім-Луцьк-Дубно-Тернопіль-Чернівці від Лукова 33 км, а до міжнародної автомагістралі E373 (збігається із М07) Варшава-Люблін-Ковель-Сарни-Коростень-Київ — лише 2 км. До аеропорту міста Луцьк 100 км. Основні вантажопасажирські перевезення здійснюються через залізничну станцію Мацеїв, відстань до якої становить 2 км.

### Фізико-географічне районування
Луків розміщений на території фізико-географічного краю «Волинське Полісся» в мішанолісовій хвойно-широколистій фізико-географічній зоні, яку також називають Українським Поліссям чи Поліським краєм, і яка є вологою та помірно теплою.

### Клімат
Клімат Лукова помірно-континентальний, із м'якою зимою і теплим літом. Середня температура становить −5 °C у січні та +18 °C у липні. Середньорічна кількість опадів — 550–600 мм. І в січні, і в липні у Лукові переважають західні вітри.

## Економіка
Домінуючу роль в економіці Лукова відіграє промислове виробництво, яке представлене підприємствами будівельної, переробної та харчової галузей.
Виробництвом будматеріалів, будівництвом та облаштуванням доріг і мостів займається ЗАТ «Луцькавтодор», а ВАТ «Луківська ПМК-198» здійснює будівельно-монтажні роботи.
Також на території селища знаходиться ВАТ «Луківський комбінат будівельних матеріалів», яке спеціалізувалося на видобутку крейди та виробництві вапна. Крейду в Лукові видобували ще до війни, продаючи її навіть до Франції. Вже через кілька місяців після звільнення селища від німців тут став до ладу один цех крейдяного комбінату, на якому почали випалювати вапно. У шістдесятих роках 20 століття на його базі було створено Державне підприємство «Луківський комбінат будівельних матеріалів» — найбільше підприємство Лукова, яке виробляло головним чином молоту крейду і вапно для будівельних трестів. Споживачами були також колгоспи Волинської та сусідніх областей, які використовували вапно для розкислення ґрунтів. У свої найкращі часи комбінат виробляв майже двісті тисяч тонн крейди на рік.
У березні 1995 року ДП «Луківський КБМ» було перетворене на ВАТ «Луківський КБМ», а з 1996 року фактично почався занепад унікального на Волині крейдяного комбінату. Через два роки цехи підприємства зупинилися остаточно, а значна частина основних фондів була розпродана. Якщо на початку дев'яностих років тут працювало двісті двадцять чоловік, то зараз працює лише близько десяти. В останні роки підприємство реалізовує лише залишки крейди, яка була вироблена в попередні роки. Крейда в Лукові чудова, бо має дуже високий вміст кальцію. Але потрібні значні кошти на реконструкцію підприємства, зокрема на підведення до нього природного газу (оскільки сушіння продукції потрібно проводити в газових печах) та на закупівлю нової технологічної лінії, яка б дозволила виробляти добре просушену і змолоту крейду (що значно збільшить попит на продукцію крейдяного комбінату).
В переробній галузі працює Луківська льононасіннева станція (переробка льону, насінництво). Харчова галузь представлена ТОВ «Мацеїв» (виробництво м'ясних продуктів) та цехом харчової продукції (випічка хлібобулочних виробів).
Сільськогосподарське виробництво спеціалізується на рослинництві і птахівництві. Площа орних земель становить 249,24 га, а пасовищ — 90,5 га. Ставки займають площу 10 га, з яких 9 га використовуються для рибальства (ловиться короп і білий амур). В Лукові працює інкубаторно — птахівнича станція, яка спеціалізується на розведенні птиці та вирощуванні зернових і технічних культур. Також в сільськогосподарському секторі працює ТОВ «Флекс-Імпекс» (вирощування зернових та технічних культур). Потрібні інвестиції у будівництво центрів збору, зберігання і переробки сільськогосподарської продукції та створення ферми по розведенню страусів.
Сфера оптової торгівлі представлена ТОВ «Будмаркет» (оптова торгівля будівельними матеріалами).
В сфері послуг працюють Луківське управління житлово-комунального господарства (збирання, очищення та розподілення води) та ТОВ «Ексімтранс Україна» (надання складських приміщень).

## Населення
Населення Лукова станом на 1 липня 2010 року становило 3210 осіб (0.309% населення Волинської області). Порівняно з 2001 роком воно збільшилося на 63 особи. Працездатне населення становить 1658 осіб (з них 789 зайнятих і 869 безробітних), непрацездатне населення — 1552 особи. 1139 осіб потребує соціального захисту, з них 806 пенсіонерів.
Середня густота населення — 463.2 чол/км².
| Динаміка зміни чисельності населення Лукова | Динаміка зміни чисельності населення Лукова | Динаміка зміни чисельності населення Лукова | Динаміка зміни чисельності населення Лукова | Динаміка зміни чисельності населення Лукова | Динаміка зміни чисельності населення Лукова | Динаміка зміни чисельності населення Лукова | Динаміка зміни чисельності населення Лукова | Динаміка зміни чисельності населення Лукова | Динаміка зміни чисельності населення Лукова | Динаміка зміни чисельності населення Лукова | Динаміка зміни чисельності населення Лукова | Динаміка зміни чисельності населення Лукова | Динаміка зміни чисельності населення Лукова | Динаміка зміни чисельності населення Лукова | Динаміка зміни чисельності населення Лукова | Динаміка зміни чисельності населення Лукова | Динаміка зміни чисельності населення Лукова | Динаміка зміни чисельності населення Лукова |
| 1838                                        | 1870                                        | 1911                                        | 1959                                        | 1970                                        | 1979                                        | 1989                                        | 1992                                        | 1998                                        | 2001                                        | 2003                                        | 2004                                        | 2005                                        | 2006                                        | 2007                                        | 2008                                        | 2009                                        | 2010                                        | 2022                                        |
| ------------------------------------------- | ------------------------------------------- | ------------------------------------------- | ------------------------------------------- | ------------------------------------------- | ------------------------------------------- | ------------------------------------------- | ------------------------------------------- | ------------------------------------------- | ------------------------------------------- | ------------------------------------------- | ------------------------------------------- | ------------------------------------------- | ------------------------------------------- | ------------------------------------------- | ------------------------------------------- | ------------------------------------------- | ------------------------------------------- | ------------------------------------------- |
| 2000                                        | 1035                                        | 4126                                        | 2820                                        | 3502                                        | 3678                                        | 3418                                        | 3200                                        | 3300                                        | 3147                                        | 3116                                        | 3097                                        | 3059                                        | 3046                                        | 3041                                        | 3056                                        | 3074                                        | 3095                                        | 2998                                        |

### Мова
Розподіл населення за рідною мовою за даними перепису 2001 року:
| Мова       | Кількість | Відсоток |
| ---------- | --------- | -------- |
| українська | 2958      | 98.44%   |
| російська  | 47        | 1.56%    |
| Усього     | 3005      | 100%     |

## Інфраструктура
Об'єкти інфраструктури:
- загальноосвітня середня школа I–III ст. на 526 місць;
- дитячий садок;
- Будинок культури;
- 2 бібліотеки;
- лікарня;
- протитуберкульозна лікарня;
- відділення зв'язку.

Також працює 22 приватні торговельні заклади. Населений пункт не газифікований.

## Історія

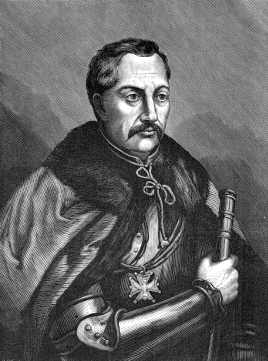
Атаназій Валентій Мьончиньський

Перша письмова згадка про Луків (тоді — село Лукове) датована 1537 роком. В той час воно було спадковим володінням Мацейовських (Мацієвських). Коли в 1557 році тодішньому власнику Лукова Станіславу Мацейовському польським королем Сигізмундом II Августом був наданий дозвіл на перейменування Лукова на Мацейовичі (пол. Maciejowice), селище здобуло статус містечка, і в цьому ж році йому було дароване магдебурзьке право, також дозволили збудувати замок.
В 1568 р. містечко від Станіслава Мацейовського перейшло до князя Андрія Вишневецького. Після смерті 1594 р. княжни Ганни Вишневецької (доньки князя А. Вишневецького) Мацеїв перейшов до рук її чоловіка Миколи Сапіги та їхнього сина Фридерика (†1626, тут був похований), пізніше, у 1630-х рр., до дружини останнього — Єви Сапежиної зі Скашевських, доньки холмського підкоморія Яна Скашевського гербу Граб'є.
1680 р. Мацеїв придбав Атаназій Валентій Мьончиньський і протягом понад двох століть містечко було центром феодальних володінь графів Міончиньських.
Наприкінці 18 століття Мацеїв як і решта міст Західної Волині входить до складу Російської імперії.
У 1870 році в містечку мешкало 1035 жителів. У цей час Мацеїв прикрашали мурована церква, два костьоли, синагога, дві каплиці, діяли три цегельні, шість грабарень, дві миловарні, ґуральня і броварня. У 1907 році в містечку діяли земська лікарня та аптека.
В 1911 році в Мацейові налічувалось 4126 мешканців. Там розташовувались волосне управління, міська управа, пошта, телеграф, суд, духовне училище, двокласна школа. Містечко обслуговували 42 крамниці, підприємство з виготовлення вапна, паровий млин, завод, на якому виготовляли черепицю.
В 1915 році Мацеїв був захоплений частинами австрійської армії, а в 1920 році його окупувала Червона Армія. У вересні 1920 року Мацеїв знову захопили польські війська. Містечко опинилося під владою Польщі на період 1920–1939 рр. У 1939 році на територію Західної України вступила Червона Армія і з вересня 1939 року Мацеїв під владою СРСР. У 1940 році радянська влада надала йому статус селища міського типу, з цього ж року Мацеїв — адміністративний центр Мацеївського району Волинської області. Селище було районним центром в 1940–1959 рр.
27 червня 1941 р. Мацеїв окупований німцями. В перший день війни місто було бомбардоване, знищено побудовану в 70-х рр. 19 століття залізницю Ковель-Любомль, перетворено костел св. Анни та Станіслава на руїни. 18 липня 1944 р. перейшов під контроль Червоної Армії.
В 1946 р. місто перейменували на Луків, Мацеївський район перейменували на Луківський. Стара назва — Мацеїв, залишилася за залізничною станцією. Селище було досить розвинено, тоді діяли пекарня, млин, молокозавод, гончарний цех, меблева фабрика, на повну потужність працювали комбінат будівельних матеріалів, льононасіннєва станція, ПМК, АТК. Зараз в Лукові майже не залишилося промислових підприємств.
З 1959 року, внаслідок ліквідації Луківського району, селище ввійшло до складу Турійського району.
З 1991 року, після розпаду СРСР, Луків — в незалежній Україні. Нині жителі селища власними силами намагаються відновити колишній статус славного містечка, яке не втрачає свою актуальність і на сьогодні.
Після ліквідації Турійського району 19 липня 2020 року село увійшло до Ковельського району.

## Визначні місця та пам'ятки
- Графський палац з парком
- Парк (розташований на території ПМК-198)
- Залізничний вокзал станції Мацеїв
- Церква святої Параскеви та дзвіниця, 1723 р. Цегляна, потинькована, зального типу. Вкрита високим дахом з сигнатуркою. Фронтони облямовані невеликими обелісками. Бічні фасади прикрашені пілястрами і напівциркульними вікнами. На подвір'ї — житловий будинок, господарські будівлі, дзвіниця. Ділянка обнесена цегляним парканом. Дзвіниця — дерев'яна, триярусна, другий і третій яруси з аркатурою, дах — шатро.
- Костел св. Анни та Станіслава 16-18 ст. Цегляний, однонавовий, під костелом — крипта. Під час реконструкції у 18 ст. костел отримав бароковий декор. Нові прибудови в 19 ст. У 1870 р. царат передав костел православній громаді, яка перебудувала приміщення. У 1875 р. додані бічні крила, що створили хрещатий план костелу. Фасади добудов 1875 р. мають невеликі вікна і декоровані порожніми нішами. На даху була сигнатурка. У 20 столітті зазнав руйнацій. Костел частково без даху, частина будівлі використовується православними УПЦ КП для богослужінь.
- Будівля синагоги

## Луків і тамплієри

### Гіпотеза Бориса Возницького
За гіпотезою львівського історика Бориса Возницького, який 10 років досліджував історію лицарського ордену тамплієрів, у XIII столітті у Лукові лицарі заснували фортецю. У книзі англійської дослідниці Гелен Ніколсон науковець натрапив на дані, що 1239 року тамплієри оселилися на Волині. За його словами, місце для замку лицарі вибрали невипадково: село Луків — на шляху з Києва до Варшави. А тамплієри саме поверталися з хрестового походу. У Чехії та Польщі цей орден з'явився на століття пізніше.
Від фортеці залишилися тільки глибокі рови та мережа підземель. Замок не зберігся, бо він був дерев'яний. Нині на місці замку — туберкульозний медичний заклад, який розміщується у палаці XIX століття. Тут лікують понад сотню хворих із семи районів. Для з'ясування цієї гіпотези потрібні розкопки, але вони неможливі, оскільки в лікарні знаходяться хворі з відкритою формою туберкульозу. Що робити з медичним закладом — наразі вирішує обласна влада.
Поки перебування тамплієрів у Лукові підтверджують лише документи. Правки до історії ордену можна вносити тільки після археологічних розкопок. Борис Возницький сподівався знайти тут уцілілу зброю та предмети побуту тамплієрів. Адже болото, на якому був розміщений замок, дуже добре зберігає історичні пам'ятки.

### Піддання гіпотези сумніву
Гіпотеза викликає сумнів, можливо, не дане селище згадується у книзі англійського вченого, а якийсь інший населений пункт з такою ж назвою. Лише у Волинській області — два Лукова: селище Луків Турійського району і село Луків Рожищенського району. Окрім волинських населених пунктів з назвою «Луків» місто з такою ж назвою є в Польщі — місто Луків Луківського повіту Люблінського воєводства. Це місто є значно давнішим за селище Луків (вперше згадується у 1537 році), воно згадується ще у листі Папи Римського Іннокентія IV від 1254 року. Тому, можливо, саме це місто і згадується у книзі Ніколсона. Безумовно, розкопки у селищі Луків розв'яжуть питання — вони доведуть чи опротестують гіпотезу Возницького.

## Персоналії
- Адам Мьончиньскі — син чернігівського воєводи Пйотра-Міхала, дідич містечка

У смт народилися:
- Маркова Людмила Павлівна (1940—2010) — керамістка.
- Посполітак Андрій Васильович (1987—2014) — старший солдат Збройних сил України, загинув під Іловайськом.
- Роговий Олександр Іванович (нар. 1958) — краєзнавець українського Поділля.

## Галерея

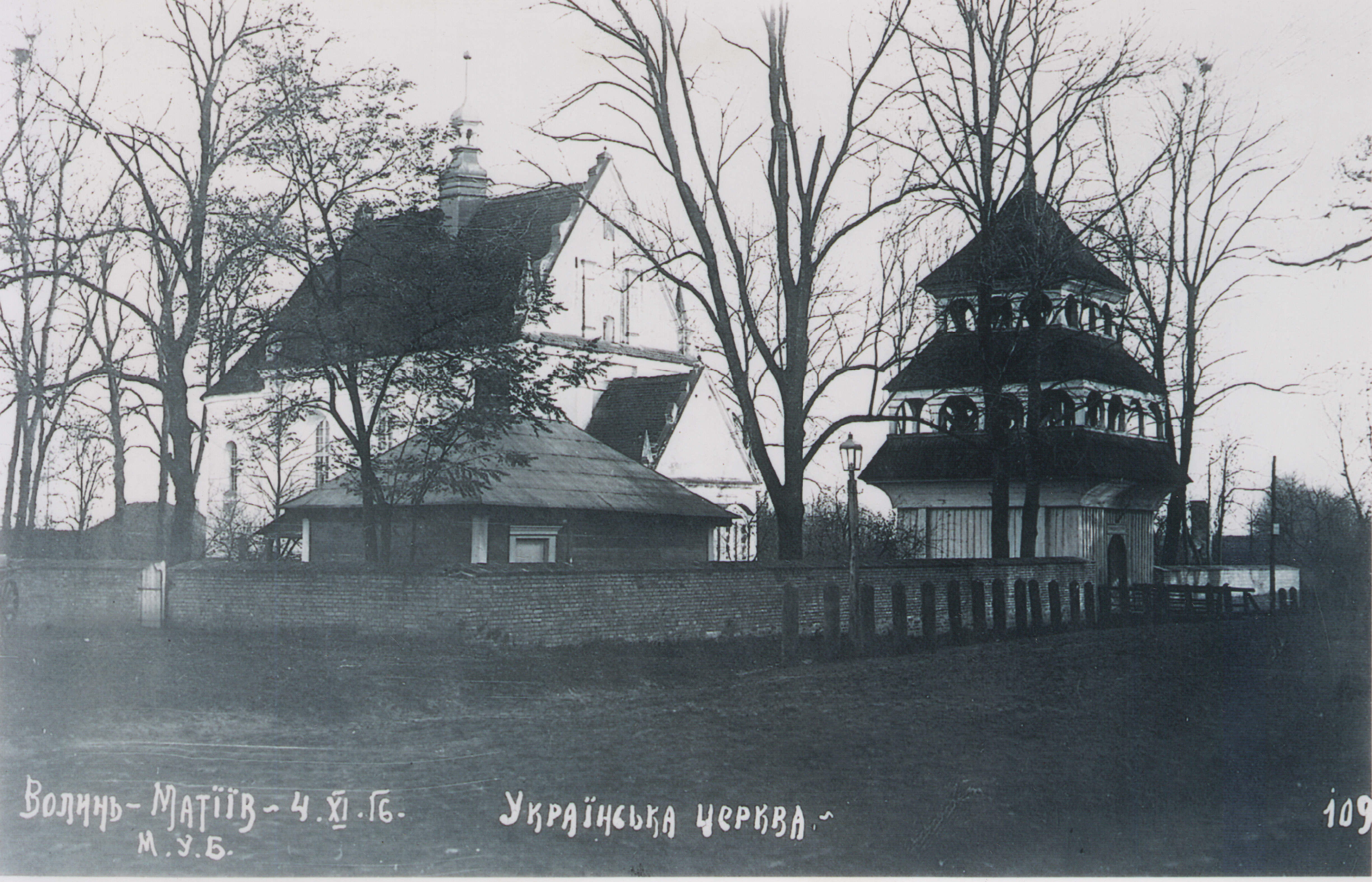
Параскевська церква та дзвіниця. 4 листопада 1916 р.
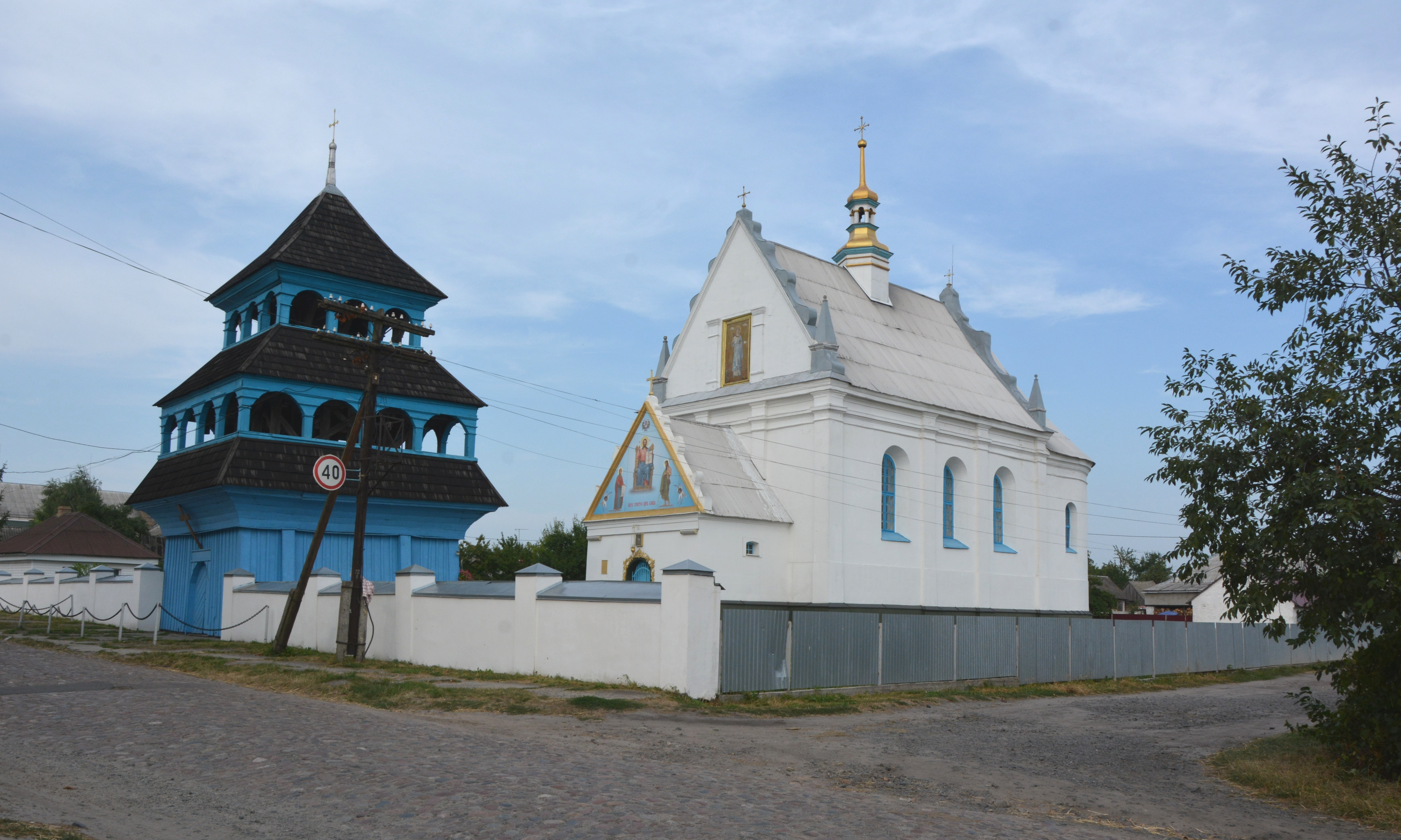
Параскевська церква та дзвіниця. Сучасний вигляд
Палац в Мацейові, споруджений Мьончинськими у 18 столітті. Поштова листівка, 1938 р.
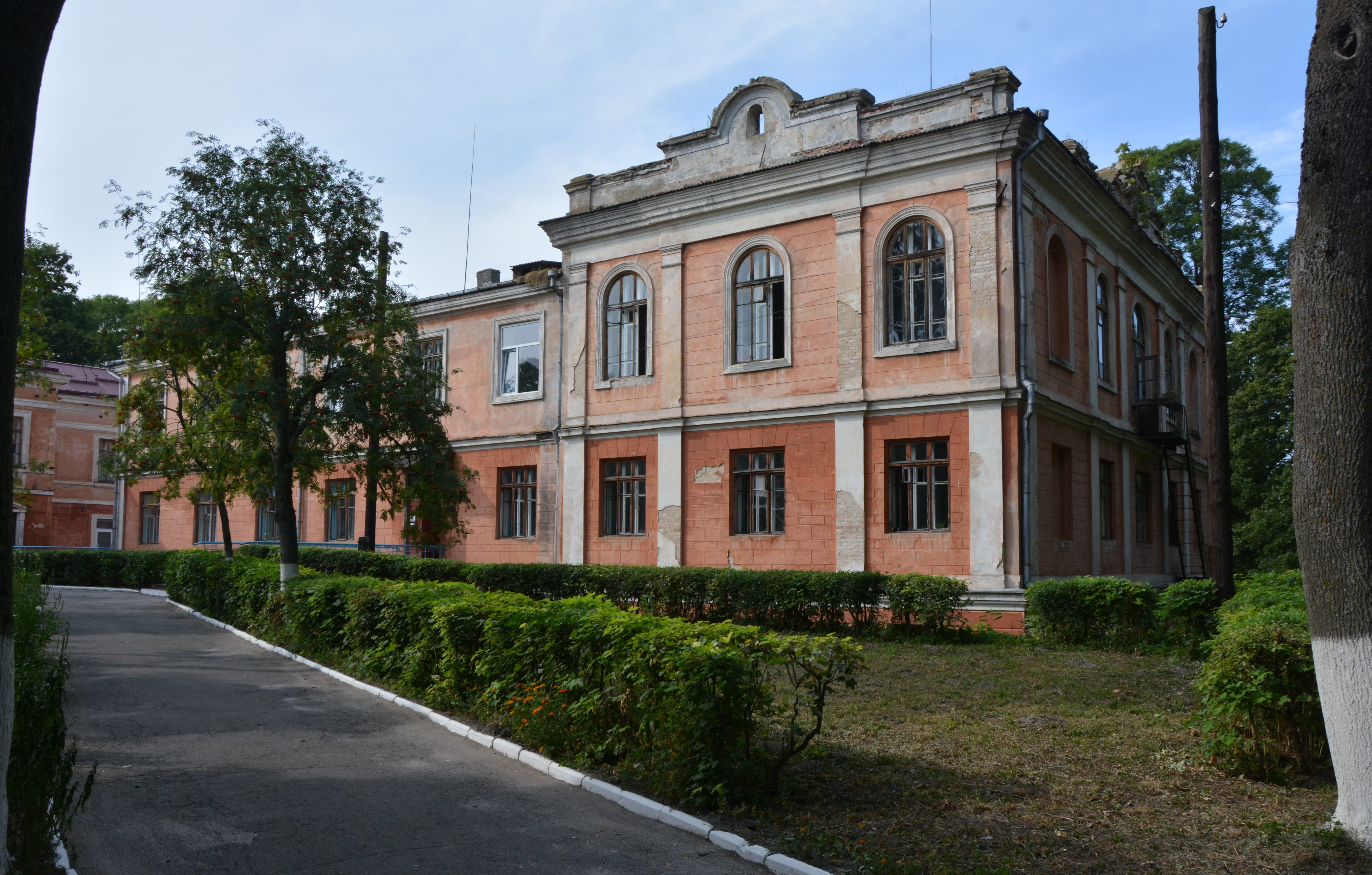
Палац Мьончинських, сучасний вигляд (вхід з парку)
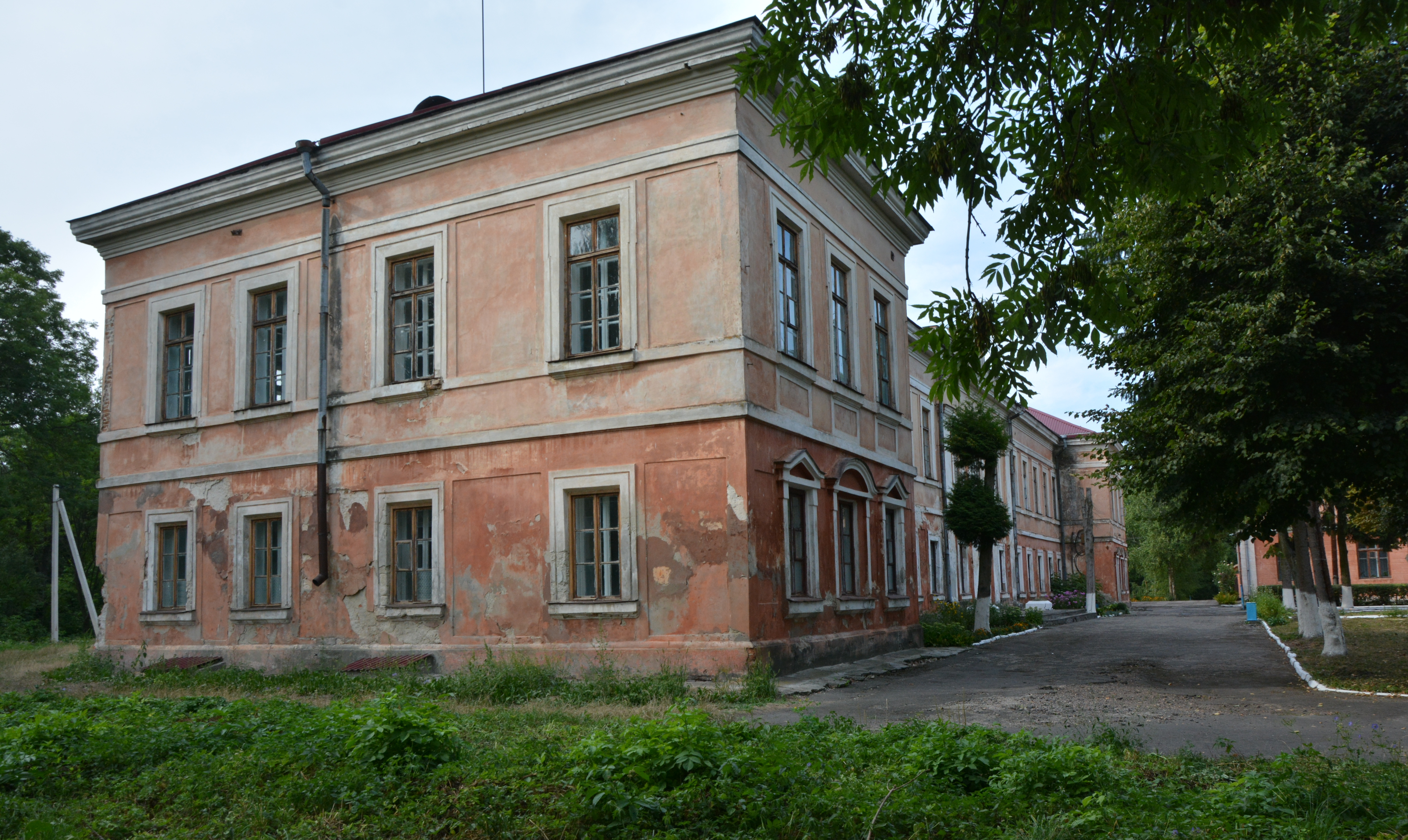
Палац Мьончинських, сучасний вигляд
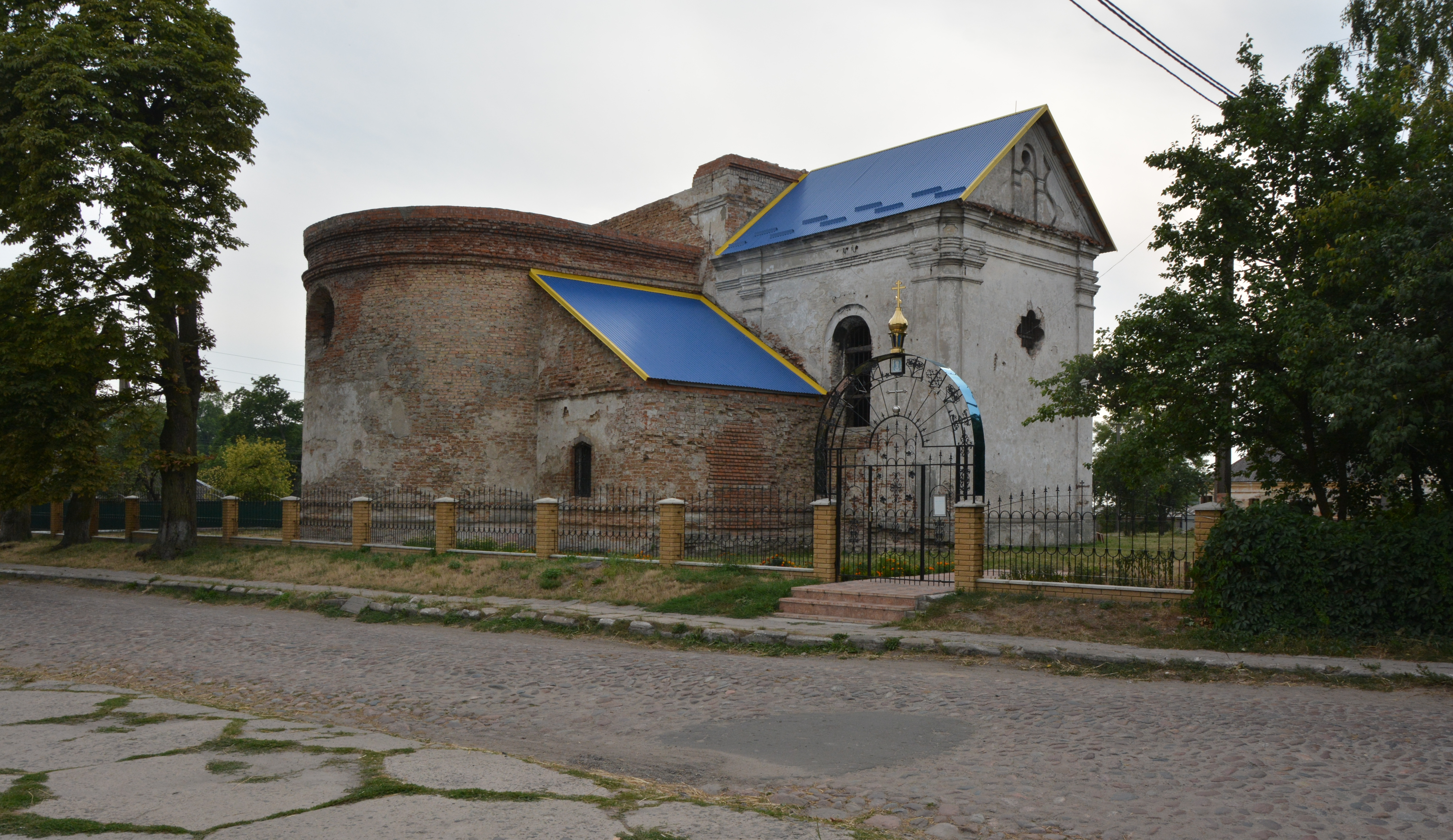
Костел Св.Анни 16го століття (сучасний вигляд з вулиці)
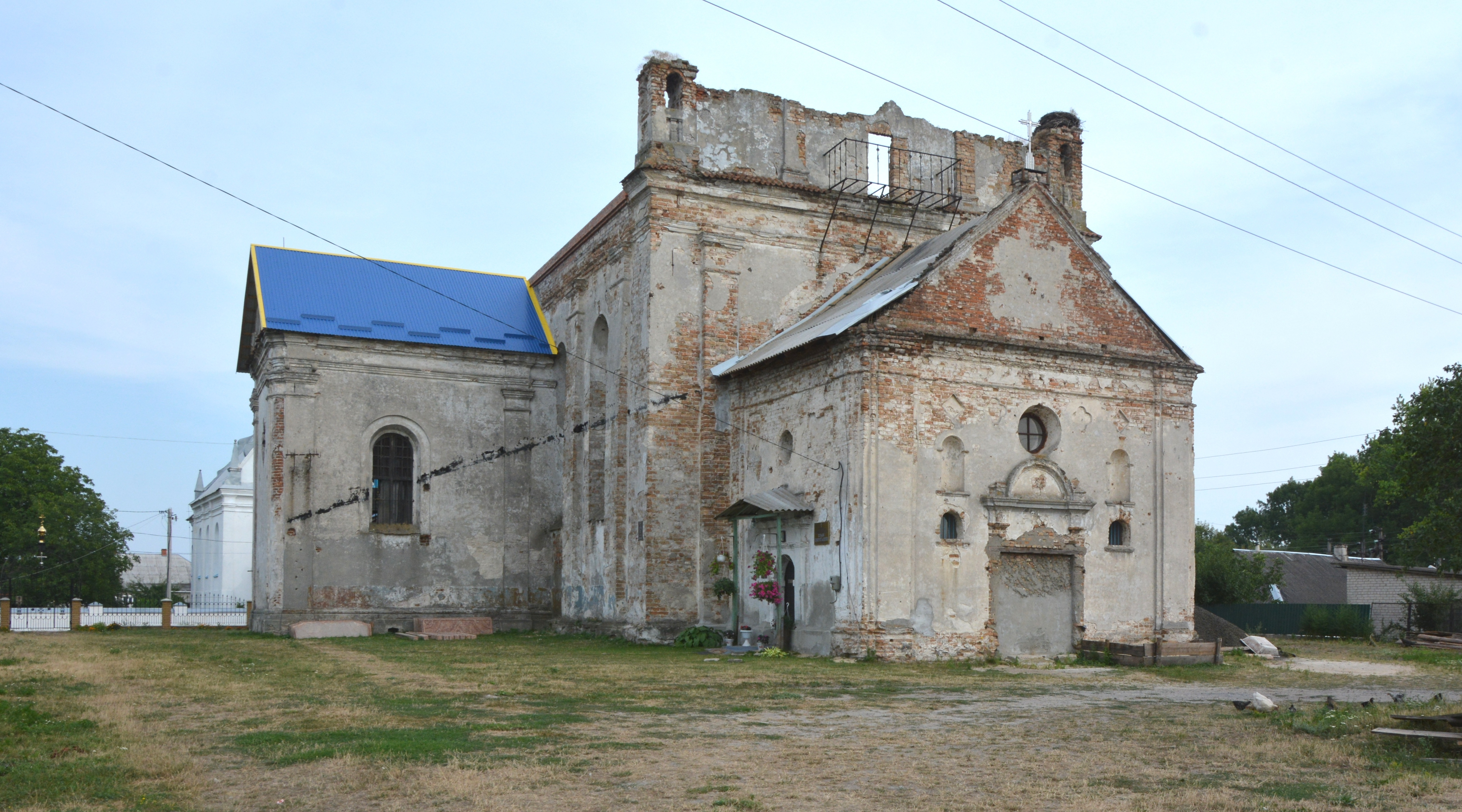
Костел Св.Анни (сучасний вигляд, головний вхід з подвір'я)
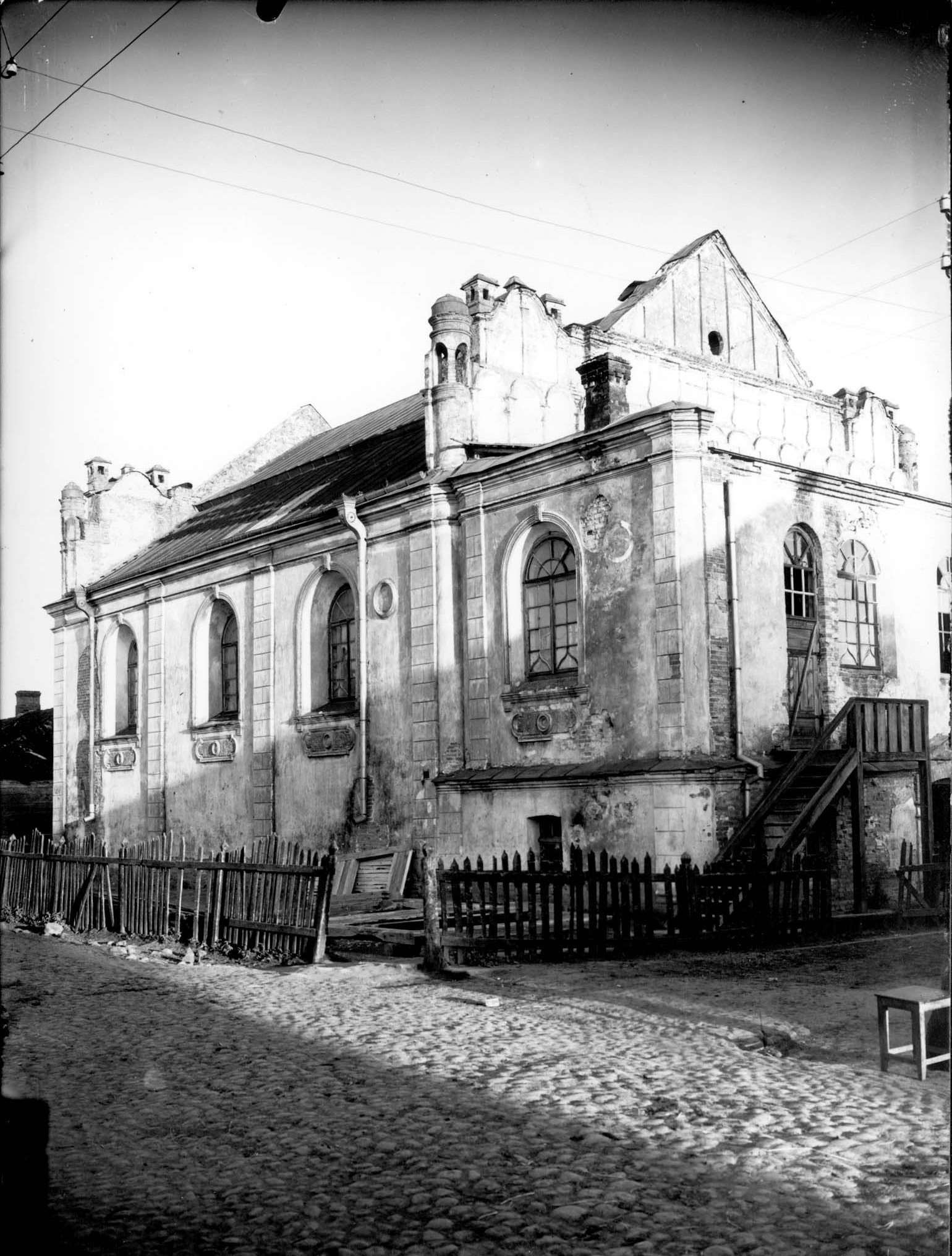
Мацеївська синагога